# 上手契
上手契，台灣清治時期與日治時期之民間法律文件名稱，收授關係人通常為台灣土地買賣主。上手契主要目的在於避免土地買賣糾紛。

## 簡介
上手契類似今土地所有權狀，乃是土地（墾地、農地）所有權人向前手購買時的土地買賣契約或土地所有權人質佃的契約。該契約數量不定，視該標的物土地的買賣次數或佃戶數量。而台灣人相信於土地買賣時，備齊土地交易之前的買賣或質佃相關的所有上手契，可讓新買主確實擁有那些土地的所有權或收租權。